# Šest lica traži autora
Šest lica traži autora (tal. Sei personaggi in cerca d'autore) - drama talijanskog pisca Luigija Pirandella. Djelo je napisao 1921. godine i praizvedeno je iste godine. 
To je apsurdna metateatralna drama o odnosu između autora, njegovih književnih likova i kazališnih profesionalaca. Premijerno je izvedena u Teatru Valle u Rimu s podijeljenim mišljenjem publike, uz povike iz gledališta "Manicomio!" ("Ludnica!"). Kasnije je prijem publike bio bolji. Pirandello je u predgovoru 3. izdanja knjige, objavljene 1925., dodatno razjasnio svoje ideje i strukturu djela.
Predstava je imala svoju američku premijeru na Broadwayu 1922. godine.

## Radnja
Tematski i fabularno drama podsjeća na naturalističku predstavu. Isprepliću se dvije radnje i dvije stvarnosti. Glumci i Redatelj pripremaju probu nove Pirandellove komedije, ali tada na scenu dolaze članovi jedne obitelji i traže da se izvede drama prema njihovom životu. Glumci i Redatelj pristaju i tada obitelj izvodi svoju predstavu za vrijeme probe u kazalištu. Radi se o sudbini jedne obitelji, čiji se članovi određuju samo svojim obiteljskim odnosima, tzv: Otac, Majka, Sin, Pastorka, Dječak i Djevojčica.
Drama govori o tragičnoj smrti u obitelji: Otac je "dao" Majku svome Tajniku, s kojim je rodila troje djece. Tajnik je umro, a Otac je prije toga napustio obitelj. Majka počinje raditi u krojačkom salonu, da bi mogli prehraniti djecu. Taj krojački salon je zapravo javna kuća u kojoj Pastorka zarađuje novac kao prostitutka, a Majci je paravan, da sakrije od djece, čime se bavi. Vrhunac se događa, kada otac dođe u javnu kuću i krene u krevet s Pastorkom.
Stvarnost u djelu postaje iluzija, a iluzija postaje stvarnost. Obični ljudi postaju glumci, a glumci postaju obični ljudi. Članovi obitelji tada postaju vlastiti glumci. Glume sebe na temelju onoga što se dogodilo u stvarnom životu. Većina njih završila je tragično.
Djelo se pretvara iz tragedije u komediju i obrnuto. Pirandello je uspio pomiješati iluziju i stvarnost, ali to se nije pretvorilo u kaotičan čin. Svi dijelovi predstave, sa svim svojim elementima i odnosima između likova čvrsto su povezani s unutarnjom logikom. Međutim, to je bila velika promjena za ukus tadašnje publike i trebalo je dugo vremena, da je gledatelji prihvate kao umjetničko djelo.